# Demografia do Sudão do Sul
A demografia do Sudão do Sul é um domínio de estudos e conhecimentos sobre as características demográficas ou populacionais do país. O Sudão do Sul abriga cerca de 60 grupos étnicos indígenas e 80 partições linguísticas entre uma população de cerca de 11 milhões, em 2021. Este resultado é rejeitado pelos legisladores do Sudão do Sul. O censo apurou ainda que 4 287 300 habitantes são homens (51,9%) e 3 973 190 são mulheres (48,1%). Essa população se distribui entre mais de 50 diferentes grupos étnicos.

## Crise humanitária
O acordo de paz de Naivasha pôs fim à mais longa guerra civil da história do continente africano - a Segunda Guerra Civil Sudanesa (1983-2005), durante a qual dois milhões de pessoas morreram e quatro milhões foram deslocadas. Mas, seis anos depois, o clima de medo e insegurança permanece, em razão de conflitos étnicos e da ação de milícias. Só em 2010, 900 pessoas morreram e 215 000 foram deslocadas. Como se não bastasse, o Sudão do Sul enfrenta a maior epidemia de leishmaniose em oito anos, 75% da população não tem acesso a serviços básicos de saúde e há enormes dificuldades para se obter água e alimentos.

## Cidades mais populosas
Esta é a lista das cidades mais populosas do território sul-sudanês.